# Alvan Graham Clark
Pour les articles homonymes, voir Clark.
Alvan Graham Clark, né à Fall River dans le Massachusetts le 10 juillet 1832 et mort le 9 juin 1897) à Cambridge (Massachusetts), est un astronome et un fabricant d'optique américain. 

## Biographie
Il est le fils d'Alvan Clark. Il se spécialise dans la fabrication de lentilles pour télescope et produit les télescopes de l'US Naval Observatory à Washington, de Californie et du Yerkes Observatory au Wisconsin, alors plus large réfraction d'un télescope au monde. 
En 1862, alors qu'il teste la nouvelle lunette de l'observatoire Dearborn de l'université Northwestern à Evanston, de diamètre 18 pouces (42 cm), il découvre Sirius B, compagne de 8e magnitude de Sirius qui est la première naine blanche découverte.
Jules Verne le mentionne au sujet de la découverte des naines blanches au chapitre IV de son roman De la Terre à la Lune.